# Делешть (комуна)
Делешть, Делешті (рум. Delești) — комуна у повіті Васлуй в Румунії. До складу комуни входять такі села (дані про населення за 2002 рік):
- Албешть (250 осіб)
- Делешть (809 осіб)
- Минестіря (184 особи)
- Редуєшть (230 осіб)
- Фундетура (531 особа)
- Хирсова (615 осіб)

Комуна розташована на відстані 277 км на північний схід від Бухареста, 15 км на північний захід від Васлуя, 49 км на південь від Ясс, 147 км на північ від Галаца.

## Населення
За даними перепису населення 2002 року у комуні проживала 5141 особа.
Національний склад населення комуни:
| Національність | Кількість осіб | Відсоток |
| -------------- | -------------- | -------- |
| румуни         | 5017           | 97,6%    |
| цигани         | 123            | 2,4%     |
| угорці         | 1              | < 0,1%   |

Рідною мовою назвали:
| Мова      | Кількість осіб | Відсоток |
| --------- | -------------- | -------- |
| румунська | 5048           | 98,2%    |
| циганська | 93             | 1,8%     |

Склад населення комуни за віросповіданням:
| Релігія       | Кількість осіб | Відсоток |
| ------------- | -------------- | -------- |
| православні   | 5134           | 99,9%    |
| бретрени      | 4              | 0,1%     |
| римо-католики | 1              | < 0,1%   |